# UTP15
UTP15‏ (UTP15, small subunit processome component) هوَ بروتين يُشَفر بواسطة جين UTP15 في الإنسان.